# Нижній Стан (Киринський район)
Нижній Стан (рос. Нижний Стан) — село у складі Киринського району Забайкальського краю, Росія. Входить до складу Тарбальджейського сільського поселення.

## Населення
Населення — 24 особи (2010; 30 у 2002).
Національний склад (станом на 2002 рік):
- росіяни — 100 %